# ヘッドマウントディスプレイ

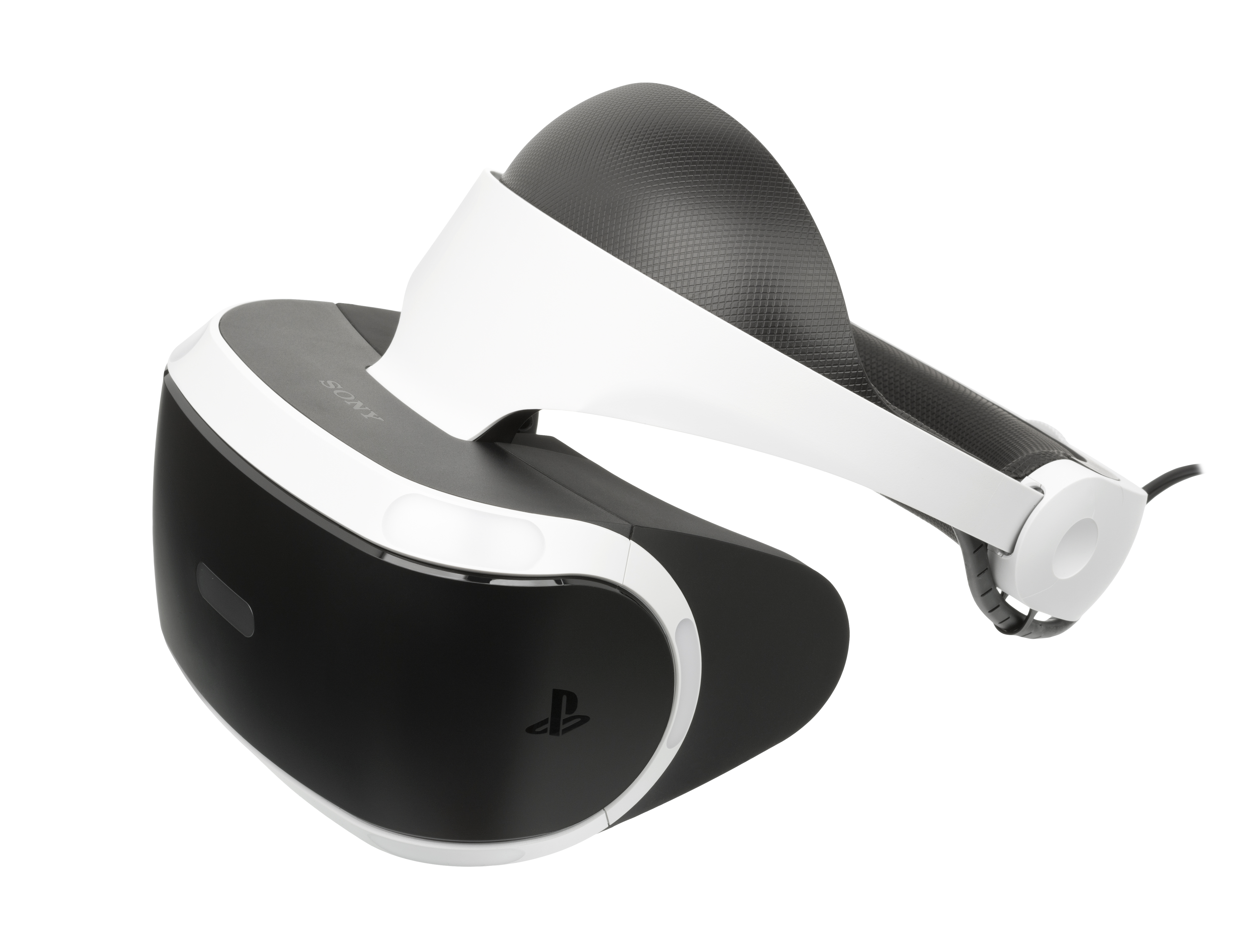
ゲーム用HMDの例（PS VR）

ヘッドマウントディスプレイ（英語: Head Mounted Display、略称: HMD、頭部装着ディスプレイ。英語の綴りから分かるように、正確にはヘッドマウンテッドディスプレイである）は、頭部に装着するディスプレイ装置のことである。
両眼・単眼に大別され、目を完全に覆う「非透過型」や「透過型」といったタイプがある。3D/2Dにも分類できる。

## 概要
1968年、バーチャル・リアリティ (VR) の先駆者であるアイバン・サザランドによって開発された。
通常、眼精疲労を抑えるため、なるべく遠くに結像した像を形成するようにする。左右の目に違う映像を映し出すことも可能であるため、左右の映像を微妙に変えることにより立体的な3次元映像にすることもできる。眼球の輻輳角と焦点距離に差が出るため、この場合も眼精疲労の原因となる。外の世界を完全に見えなくし、ヘッドフォンと併用して「視覚」、「聴覚」を制御できるようにすれば、より完全に近い「バーチャル・リアリティ」を実現できる。
従来のディスプレイが装置に視線を向けなければならないのに対し、このディスプレイはその必要がない。また、帽子や眼鏡の形をしているため、持ち運びに便利でいつでも利用することができる。
小型のディスプレイを利用するため非常に省電力である。特に仮想的な大型ディスプレイを形成したときにはかなりの省エネルギー効果を生み出す。ただし、複数人で共通のディスプレイを見ることはできないため、共通の映像を鑑賞する場合にはあまり意味がない。
民生用HMDは1990年代に各メーカーから発売され始めた。スマートフォンが普及した2010年頃には、スマートフォンをセットして画面を利用する形状のゴーグルも普及するようになり、ダンボールなどで自作することも可能なほか、安価な自作キットも販売されている。

## 歴史
映像作家であったモートン・ハイリグ（Morton Leonard Heilig）は、1957年に観客に視覚、音、振動、香りを提供する「センソラマ（Sensorama）」を開発して1962 年に米国特許を取得、1960年にはヘッドマウントディスプレイの最初の米国特許を取得した。
1968年、コンピュータサイエンティストのアイヴァン・サザランド（Ivan E. Sutherland）が「ダモクレスの剣（The Sword of Damocles）」と呼ばれる天井から吊されたヘッドマウントディスプレイを開発した。
1989年、コンピュータサイエンティストであり作曲家でもあるジャロン・ラニアー（Jaron Lanier）は、3次元磁気センサにより測定した手の位置と向きを入力して仮想世界のオブジェクトとの相互作用を可能にする入力デバイス「DataGlove」、3次元磁気センサにより頭部の向きをトラッキングでき、左右の目に独立して映像を表示する一組のディスプレイを内蔵したヘッドマウントディスプレイ「Eyephone」、身体全体の動きを計測するセンサーを埋め込んだ全身スーツ「DataSuit」を発売し、VRという言葉を世に広めることに成功した。
このような黎明期の野心的なVRシステムの開発を経て、グラフィックスプロセッサの高性能化、ディスプレイの高精細化、半導体の微細化などの技術の進歩によって小型化され、高品質の仮想世界を体験できることのできる商用ヘッドマウントディスプレイが次々に開発されるようになった。
2016年は「VR元年」と呼ばれ、それまで開発が進められていたヘッドマウントディスプレイが各社から一気に発売される年となった。代表的なものとして、OculusのOculus Rift、ソニーのPlayStation VR、HTCとValve Corporationが共同で開発したHTC Viveがあり、いずれも高解像度ディスプレイを備え、100度以上の視野角を備えた小型で軽量なヘッドマウントディスプレイだった。

## 分類

### 形状
眼鏡型
眼鏡の上部または前部に投影装置が装着されており、透明板部分に投影される。
帽子型
鍔の部分からディスプレイ装置が垂れ下がっている。ヘッドフォンつきのものもある。ヘルメットマウンテッドディスプレイと呼ばれることもある。

### ディスプレイ方式
非透過
装着すると外の様子を見ることはできず、完全に別の世界にいるかのようになる。外の様子が見えないため利用者の安全に配慮する必要がある。
ビデオ透過（ビデオシースルー、Video See-Through）
ヘッドアップディスプレイの一種でもある。装着すると外の様子を見ることはできないが、カメラを通じてディスプレイに外の様子が映し出されているので、利用者は安全に移動することができる。
光学透過（光学シースルー、Optical See-Through）
ヘッドアップディスプレイの一種でもある。ディスプレイ装置はハーフミラーでできており、外の様子が見える。片目のみにディスプレイ装置がついているものもある。また、ホログラフィック素子を用いたディスプレイも開発されており、まさに眼鏡のレンズのような近距離に配置された導光板に映像を投影し、SFで描かれるような「映像が映る眼鏡」を実現化することも可能となっている。光学多層膜のハーフミラーを用いると、必要な情報のみ表示板の表面に表示しながら外の様子をシースルーで見ることが可能となる。

### 投影方式
虚像投影
ハーフミラーなどを利用することにより虚像を形成し、映像を観察できるようにするもの。
網膜投影
目の水晶体を利用して網膜に直接結像させるもの。利用者が近視や遠視などでも鮮明な像を見ることができる。ただ、眼球運動に左右されるため実装が非常に難しい。

### 自由度（Degree of Freedom:DoF）
3自由度（3DoF）
XYZ3軸の傾きを検出する方式。安価な代わりに位置情報が得られないためVRコンテンツの操作に制限が生じる（視点位置が固定されている実写・プリレンダーのVR動画コンテンツの視聴は問題ない）。
6自由度（6DoF）
傾きに加えて三次元空間における位置情報を検出する方式。より没入感の高いVRコンテンツが体験できる反面、システムが大型化・高額化してしまう難点があったが、近年はOculus Questの様に本体内蔵のカメラのみで6DoFを実現した製品も登場している。

## 応用
ウェアラブルコンピュータのディスプレイ装置や、スポーツ、医療 など幅広く利用されている。

### 軍事

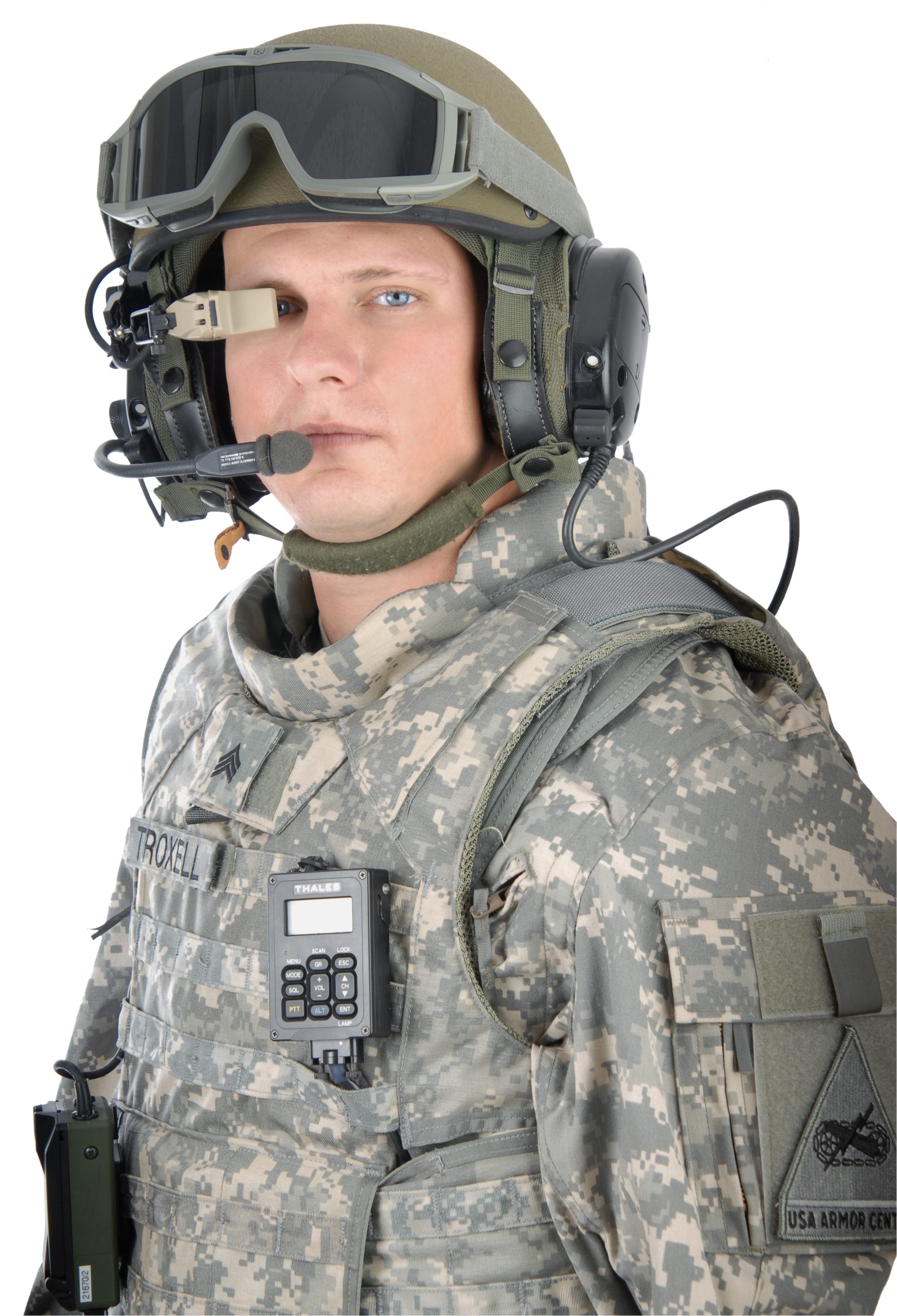
ヘッドマウンテッドディスプレイ「Mounted Soldier System」を装備したアメリカ陸軍の戦車兵

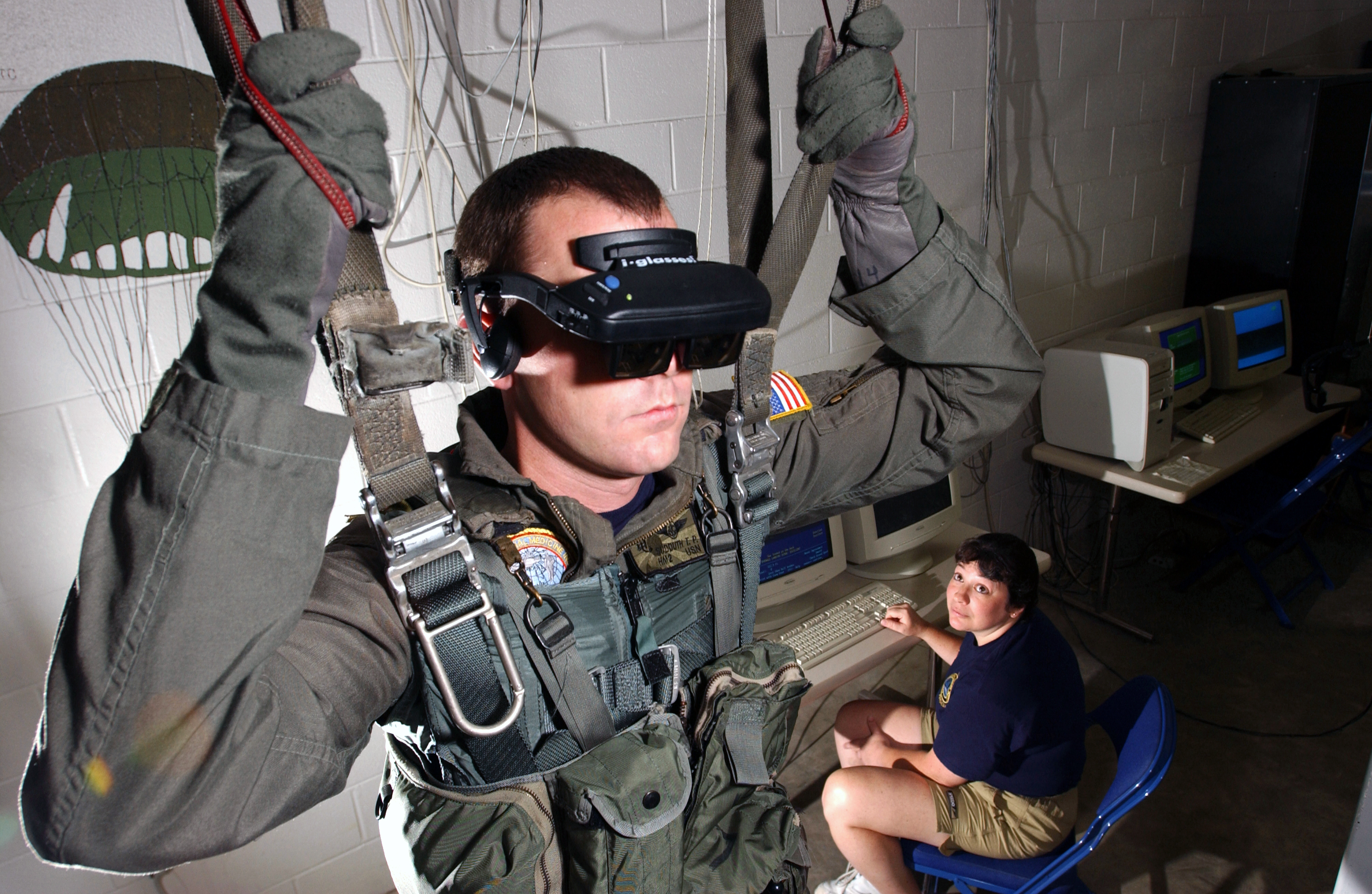
VRパラシュート訓練機（2006年）

VR射撃訓練装置（2014年）

アメリカ軍など一部の軍では戦闘機で使用するヘッドアップディスプレイ (HUD) の代替として実用化がされている（JHMCSなど）が、ヘルメットの重量増加によるパイロットへの負担が懸念されている（戦闘機は激しいマニューバを行うため、ヘルメットの重量増加がパイロットに与える影響は大きく、例えばヘルメットの重量が100g増加した状態で9Gの旋回を行った場合、パイロットへの負担は900g分増加する事になる）。したがって戦闘機用ヘッドマウンテッドディスプレイの開発においては、必要な性能を満たしつつも、重量増加をどれだけ抑えられるかが課題だった。その後カーボンファイバーの加工技術が発達したため、非常に軽量なヘルメットが開発されているが、その分コストが問題となっている。
訓練用としては、パラシュートや射撃の訓練において屋内でも大型スクリーンを使わずに映像を見せるために利用されている。
歩兵部隊の情報支援への応用などが考えられている。また、航空機の俯瞰視点による操縦を実現する手段としても期待されている。
フィクションの世界では、1983年に映画「ブルーサンダー」中で既に登場していた。

### コンピュータゲーム
ヘッドマウンテッドディスプレイにヘッドトラッキング（頭の動きを検知）の技術を組み合わせ、顔の向きに合わせて映像を連動させて360度の視界を表現する手法は、より臨場感の高いバーチャル・リアリティ (VR) を作り上げる方法として、1990年代半ばからコンピューターゲームに用いられている。1990年代半ばには初期のブームがあり、市販されたものとしては最初期の一つである「Forte VFX-1」などの商品や、1994年からセガ（当時）のテーマパークである横浜ジョイポリスにて運営されていた、VRを体験できるアトラクション「VR-1」などが登場した。
しかし、1990年代にリリースされたVR用ヘッドマウンテッドディスプレイはいずれも個人で購入するにはあまりに高価であったり、あるいは専用のアミューズメント施設まで足を運ばなければ体験できなかったりと、遊ぶためのハードルが高く、またVRを表現するハードウェアの性能も十分でなかったために魅力にも乏しかった。更にハードウェアの応答性能の不足やノウハウの不十分さにより、感覚と視界がずれて乗り物酔いのような症状を呈する「3D酔い」など、健康面への問題も露呈した。1990年代のブームは多くのユーザーや投資家の間に失望感を広めたまま失敗に終わり、こうした技術はその後20年間ほどは注目されないものとなっていた。
その後技術の向上によって従来の問題点がある程度克服され、ジャイロセンサーや加速度センサーを搭載したスマートフォンが普及するようになると、2010年代にはVRに関連したヘッドマウンテッドディスプレイが個人での購入が可能な価格帯で相次いで市販されることが発表され、再び注目されるようになった。クラウドファンディングのKickstarterに登場し話題となった「Oculus Rift」は、同じくKickstarterで話題となったトレッドミルの「Virtuix Omni」を組み合わせることでVR体験も可能となっている。また、モーションコントローラ「Razer Hydra」 やショックフィードバック付きの多感覚スーツ「ARAIG」 もKickstarter上で発表されており、これらを組み合わせることでより没入感を高めたVR体験が期待できる。この他にも、見た目はサングラススタイルで軽量化を図っているNVIDIAの「Near-Eye Light Field Displays」 や過去の映像と現在の映像をシームレスに融合することで新たなVR体験を可能にしたソニーの「PROTOTYPE-SR」 など様々なシーンを想定したものが発表された。
こうしたVR対応のHMDが次々と発売された2016年は「VR元年」などと呼ばれ、メディアでも注目を集めることとなった。特に同年10月に登場したPlayStation 4用のVRデバイス「PlayStation VR」により、VRゲームの本格的な普及が期待された。また、同年にはヘッドマウンテッドディスプレイを用いたVRエンターテインメントコンテンツの体験ができる実験施設をバンダイナムコが期間限定で開設しており、アミューズメント施設を始めとした様々な施設での展開も想定されている。

### 監視
中華人民共和国では法執行を効率化することから警察向けにも実用化されており、2017年に中国公安部によって顔認証システムを搭載したスマートグラスとともに開発が決定され、戦闘機用ヘッドマウンテッドディスプレイを軽量化した技術で人工知能（AI）と拡張現実（AR）技術や5G通信などの機能を統合したスマートヘルメットが採用されている。中国本土におけるコロナウイルス感染症の流行の際は市民の体温監視にもこのスマートヘルメットが警察で使用された。

### AV機器
市場に登場した当初は、狭い部屋でも大型TVに匹敵する臨場感が味わえると話題になったが、ほどなく下記の短所・欠点が問題となり売り上げは低迷した。ゴーグル型テレビ、グラステレビなど色々な呼び名があるが、明確に主流となった呼び名は未だ無い。
- 視聴者が分からない外国語音声のみ収録されている作品を視聴する際、表示される字幕を眼球の動きのみで捉える必要があり、大きな眼球疲労をもたらす。通常のTV視聴時では字幕表示に合わせ首を向けるなど他に対応可能だが、表示画面が頭部に固定され一体化しているため、この方法は採れない。
- 多人数で一度に同じ臨場感を共有視聴できない。視聴人数分、当該機器を用意する必要があり、経済的負担はばかにならない。

### ロボット支援手術
従来の内視鏡手術ではスコピスト(内視鏡を保持する医師)による支援が必要だったが、ジャイロセンサーを備えたヘッドマウンテッドディスプレイを使用した手術支援ロボットにより術者、患者双方の負担が軽減されるようになった。

### 視覚補正
夜盲症の補助として、ヴィクシオンが高感度カメラで捉えた映像をディスプレイに投影する眼鏡型のウェアラブル端末を販売している。
ディスプレイではなく、光学レンズとオートフォーカス機能を備えた眼鏡型のウェアラブル端末もあり、単焦点の眼内レンズでも自然にピントを合わせることが可能になっている。

## 作品上での登場
SF作品を中心に数多くの作品で登場している。登場人物の表情を描写する都合からか、片眼鏡型で通信用ヘッドセットに付随しているものが多い。投影される情報は、敵との距離や武器の残弾、照準などである。
視力補正としての利用もあり、ジョーディ・ラ＝フォージは可視光線以外の情報も取得できるデバイスを装着している。